# ギオ・ド・ディジョン
ギオ・ド・ディジョン（Guiot de Dijon）はフランスの吟遊詩人。活動は1215年頃 - 1225年頃まで。
十字軍の歌"Chanterai por mon coriage"は反復が多用されている。